# Foued Khraifi
Foued Khraifi, né le 28 avril 1991 à l'Ariana, est un footballeur tunisien évoluant au poste d'attaquant.

## Clubs
- ?-janvier 2011 : Association sportive de l'Ariana (Tunisie)
- janvier 2011-juillet 2013 : Club sportif sfaxien (Tunisie)
- juillet 2013-janvier 2014 : Union sportive monastirienne (Tunisie)
- janvier 2014-janvier 2015 : Stade gabésien (Tunisie)
- janvier 2015-juillet 2018 : Étoile sportive de Métlaoui (Tunisie)
- juillet 2018-août 2019 : Union sportive de Tataouine (Tunisie)
- août 2019-janvier 2020 : El Gawafel sportives de Gafsa (Tunisie)
- janvier-novembre 2020 : Stade gabésien (Tunisie)
- depuis novembre 2020 : Jeunesse sportive kairouanaise (Tunisie)